# Divize C 2000/2001
V soubojích 35. ročníku České divize C 2000/01 se utkalo 16 týmů dvoukolovým systémem podzim - jaro. Tento ročník začal v srpnu 2000 a skončil v červnu 2001.

## Nové týmy v sezoně 2000/01
Z ČFL 1999/00 nesestoupil nikdo. Z krajských přeborů postoupila vítězná mužstva ročníku 1999/00: FC Velim z Středočeského přeboru a TJ Sokol Deštné z Východočeského přeboru a druhé mužstvo FK Velké Hamry z Severočeského přeboru. Mužstvo SK Čelákovice se sloučilo s SK Union Čelákovice a jeho místo obsadilo mužstvo FK Brandýs nad Labem. Mužstvo FK Slovan Pardubice se sloučilo s AFK Atlantic Lázně Bohdaneč a přvzalo jeho licenci ve 2. lize a jeho pozici zaujalo jeho B-mužstvo.

## Kluby podle přeborů
- Východočeský (8): FK AS Pardubice „B“, FK Agria Choceň, FC Olympia Hradec Králové, TJ Sokol Deštné, FC Spartak Rychnov nad Kněžnou, FK OEZ Letohrad, FK Česká Třebová, FK Trutnov.
- Severočeský (2): FC Slovan Liberec „B“, FK Velké Hamry.
- Středočeský (6): SK Bělá pod Bezdězem, FK Brandýs nad Labem, SK Viktoria Sibřina, FC Zenit Čáslav, SK Český Brod, FC Velim.

## Výsledná tabulka
Zdroj: 
| Poř. | Tým                            | Z  | V  | R | P  | VG | OG | B  |
| ---- | ------------------------------ | -- | -- | - | -- | -- | -- | -- |
| 1.   | FC Slovan Liberec „B“          | 30 | 20 | 3 | 7  | 66 | 31 | 63 |
| 2.   | SK Viktoria Sibřina            | 30 | 18 | 7 | 5  | 63 | 33 | 61 |
| 3.   | FK Agria Choceň                | 30 | 17 | 5 | 8  | 46 | 32 | 56 |
| 4.   | FK OEZ Letohrad                | 30 | 17 | 4 | 9  | 73 | 37 | 55 |
| 5.   | FK AS Pardubice „B“            | 30 | 15 | 3 | 12 | 57 | 54 | 48 |
| 6.   | FC Spartak Rychnov nad Kněžnou | 30 | 12 | 9 | 9  | 48 | 43 | 45 |
| 7.   | FC Velim                       | 30 | 12 | 8 | 10 | 40 | 38 | 44 |
| 8.   | FC Olympia Hradec Králové      | 30 | 12 | 6 | 12 | 55 | 43 | 42 |
| 9.   | TJ Sokol Deštné                | 30 | 11 | 8 | 11 | 42 | 40 | 41 |
| 10.  | FC Zenit Čáslav                | 30 | 10 | 9 | 11 | 48 | 52 | 39 |
| 11.  | SK Český Brod                  | 30 | 10 | 6 | 14 | 40 | 56 | 36 |
| 12.  | FK Trutnov                     | 30 | 9  | 6 | 15 | 42 | 64 | 33 |
| 13.  | FK Velké Hamry                 | 30 | 9  | 5 | 16 | 45 | 52 | 32 |
| 14.  | FK Brandýs nad Labem           | 30 | 9  | 4 | 17 | 44 | 59 | 31 |
| 15.  | FK Česká Třebová               | 30 | 7  | 4 | 19 | 28 | 61 | 25 |
| 16.  | SK Bělá pod Bezdězem           | 30 | 4  | 9 | 17 | 36 | 78 | 21 |

Poznámky:
- Z = Odehrané zápasy; V = Vítězství; R = Remízy; P = Prohry; VG = Vstřelené góly; OG = Obdržené góly; B = Body
- O pořadí klubů se stejným počtem bodů rozhodly vzájemné zápasy.

|  | Postup do ČFL 2001/02                           |
|  | Sestup do příslušného krajského přeboru 2001/02 |